# Chūō, Ōsaka
Chūō (中央区 Chūō-ku) là quận thuộc thành phố Ōsaka, Nhật Bản. Tính đến ngày 1 tháng 10 năm 2020, dân số ước tính của quận là 103.726 người và mật độ dân số là 12.000 người/km2. Tổng diện tích của quận là 8,87 km2.